# 土衛五十三
土衛五十三（Saturn LIII）是一顆土星衛星，正式名稱為埃該翁（Aegaeon）。天文學家卡羅琳·波可（Carolyn Porco）在2009年3月3日經由卡西尼-惠更斯號於2008年8月15日的觀測紀錄中發現它的蹤跡。
土衛五十三的公轉軌道位於G環當中，很可能是G環物質的主要來源。
土衛五十三被命名為埃該翁，牠是希臘神話中的一位百臂巨人 。

## 参見
- 土星的衛星